# Драги Каров
Драги Каров е предприемач и пробългарски активист от Северна Македония.

## Биография
Роден е през 1956 година в град Свети Никола, тогава във Федеративна народна република Югославия. Карев се занимава с бизнес в град Велес. Дядо му Божко Каров от село Ореше, Велешко е загинал през 1913 година като опълченец, и е награден с орден „За храброст“ посмъртно. Драги и баща му са затваряни от властите в Северна Македония заради българското си самосъзнание. Драги Каров е един от първите, които с разпадането на социалистическа Югославия основава комитет на ВМРО-ДПМНЕ във Велес, и се обявява против присъствието на югославската армия на територията на Северна Македония. В резултат на това Каров е обвинен за тероризъм осъден за „антиюгославска дейност“ на една година затвор заедно с Георги Калаузаров и Гоце Чушков, като са инквизирани по време на разпитите.
През месец март 2008 година Каров издига самоволно в двора на къщата си във Велес паметник на Тодор Александров до който поставя българското знаме, с което предизвиква обществен скандал. През май 2008 срещу него е образувано досъдебно производство, заради развято българско знаме. На 28 февруари 2010 година Каров открива в двора си и бюст на Иван Михайлов.